# Eberlanzia flava
Eberlanzia flava är en spindeldjursart som beskrevs av Roewer 1941. Eberlanzia flava ingår i släktet Eberlanzia och familjen Daesiidae. Inga underarter finns listade i Catalogue of Life.